# Michael O’Neill (aktor)
Michael O’Neill (ur. 29 maja 1951 w Montgomery) – amerykański aktor filmowy i telewizyjny. W jego dorobku dominują głównie role oficerów policyjnych lub wojskowych.

## Życiorys
Urodził się w Montgomery w Alabamie. Uczęszczał do Capitol Heights Junior High. W 1969 ukończył Robert E. Lee High School. W szkole średniej grał w koszykówkę i został wybrany ulubieńcem klasy. W 1974 ukończył Auburn University w Auburn.
Karierę aktorską rozpoczął pod kierunkiem Willa Geera i jego córki Ellen Geer w Theatricum Botanicum w Los Angeles. Potem przeniósł się do Nowego Jorku. W 1981 zadebiutował rolą Churchilla w filmie Johna Irvina Upiorna opowieść z Fredem Astaire i Melvynem Douglasem.

## Życie prywatne
Jest żonaty z Mary O’Keefe, z którą ma trzy córki: Ellę, Annie i Molly.

## Filmografia

### Filmy
- 1989: Morze miłości jako Raymond Brown
- 1992: Betty Lou strzela jako Jergens
- 1992: Jennifer 8 jako Angelo Serato
- 1992: Olej Lorenza jako szkolny psycholog
- 1996: Dogonić słońce jako agent Moreland
- 1999: Ekipa wyrzutków jako detektyw Carl Greene
- 2000: Nazywał się Bagger Vance jako O.B. Keeler
- 2000: Traffic jako adwokat Rodman
- 2003: Łowca snów jako generał Matheson
- 2003: Niepokonany Seabiscuit jako pan Pollard
- 2003: Wakacje Waltera jako Ralph
- 2004: Na zakręcie jako kowboj
- 2007: Transformers jako Tom Banachek
- 2007: Across the Universe jako wujek Lucy i Maxa na obiedzie
- 2010: Green Zone jako pułkownik Bethel
- 2011: J. Edgar jako Kenneth McKellar
- 2013: Witaj w klubie jako Richard Barkley

### Seriale TV
- 1992: Prawnicy z Miasta Aniołów jako pan Moran
- 1994: Gdzie diabeł mówi dobranoc jako prokurator Larry Adler
- 1995: Dni naszego życia jako ojciec Jansen
- 1995: One West Waikiki
- 1997: Kameleon jako kapitan Harrigan
- 1997: Millennium jako prokurator okręgowy Calvin Smith
- 1997: Lśnienie jako dr Daniel Edwards
- 1998: Z Archiwum X jako kapitan patrolu
- 1999: Roswell: W kręgu tajemnic jako Phillip Evans
- 1999: JAG: Wojskowe Biuro Śledcze jako komandor Bradley
- 1999–2006: Prezydencki poker jako agent Secret Service Ron Butterfield
- 2000: Szpital Dobrej Nadziei jako Bill Wyzinski
- 2001: Nowojorscy gliniarze jako kapitan Chuck Dowling
- 2001: Diagnoza morderstwo jako szeryf Buck O’Hara
- 2001: 24 godziny jako Richard Walsh
- 2001–2002: Boston Public jako dr Bernard Colbert
- 2002: Ally McBeal jako dr Colbert
- 2002: Bez śladu jako Thomas Shannon
- 2003: Lekarze marzeń
- 2003: Carnivale jako szeryf Lyle Donovan
- 2004: Kancelaria adwokacka jako sędzia Robert Temple
- 2004: Potyczki Amy jako D.A. Dave Sherman
- 2004: Jordan w akcji jako Chris Benz
- 2004: Port lotniczy LAX jako Alonso Mathews
- 2005: Orły z Bostonu jako dr Robert McLean
- 2005: Dowody zbrodni jako Warren Cousins 2005
- 2005: Ostry dyżur jako pułkownik Ken Kilner
- 2005: Pani prezydent jako kongresmen Wilcox
- 2005: JAG: Wojskowe Biuro Śledcze jako major generał Harold Rossing
- 2006: Krok od domu jako Don Wheeler
- 2006: 1300 gramów jako James Wills
- 2006–2007: Jednostka jako Ron Cheals
- 2007: Lincoln Heights jako kapitan
- 2007: K-Ville jako ojciec Dennehy
- 2007: Zabójcze umysły jako detektyw Yarbough
- 2008: Kobiecy Klub Zbrodni jako agent FBI Ted Thorne
- 2008: Mentalista jako szeryf Nelson
- 2008: Skazany na śmierć jako Herb Stanton
- 2008: Mój śmiertelny wróg jako Alexander DeSantos
- 2008: Uczciwy przekręt jako sędzia Roy
- 2009: FlashForward: Przebłysk jutra jako pan Keller, szef CIA
- 2009: Poślubione armii jako Reverent Bankerd
- 2009: Synowie Anarchii jako sędzia Franklin
- 2010: Wzór jako Boyd Keene
- 2010: Fringe: Na granicy światów jako szeryf Velchik
- 2010: Miami Medical jako dr Bruce Kaye
- 2010: Chirurdzy jako Gary Clark
- 2010–2012: Agenci NCIS jako Riley McCallister, były agent specjalny NCIS
- 2012: Vegas jako mayor Ted Bennett
- 2012: CSI: Kryminalne zagadki Miami jako Jerry Blackburn
- 2014: Bates Motel jako Nick Ford
- 2014: Extant: Przetrwanie jako Alan Sparks
- 2015: Battle Creek jako radny Pritchett
- 2015: Manhattan jako psychiatra
- 2016: 22.11.63 jako Arliss Price
- 2017: S.W.A.T. – jednostka specjalna jako ojciec Luki
- 2018: Shooter jako Lonnie Mencken
- 2018: Rezydenci jako Joshua Williams
- 2018: The Romanoffs jako Ron Hopkins
- 2019: Tom Clancy’s Jack Ryan jako senator Mitchell Chapin